# Valaská Dubová
Valaská Dubová és un poble i municipi d'Eslovàquia que es troba a la regió de Žilina, al centre-nord del país.

## Demografia
| Godina             | 1994 | 2004   | 2014   | 2024   |
| ------------------ | ---- | ------ | ------ | ------ |
| Nombre de persones | 775  | 773    | 788    | 775    |
| Diferència         |      | −0,25% | +1,94% | −1,64% |

| Godina             | 2023 | 2024   |
| ------------------ | ---- | ------ |
| Nombre de persones | 781  | 775    |
| Diferència         |      | −0,76% |